# Deutsche Ringermeisterschaften 1897
Die 3. Deutschen Ringermeisterschaften wurden 1897 in Köln im griechisch-römischen Stil ausgetragen. Es gab nur ein Wettbewerb, da es keine Gewichtsklassen gab.

## Ergebnisse
| Platz | Sportler       | Stadt/Verein         |
| ----- | -------------- | -------------------- |
| 1     | Caesar Nitzgen | Köln                 |
| 2     | Heinrich Weber | Mülheim am Rhein     |
| 3     | Josef Metzger  | Freiburg im Breisgau |